# آناپورنا اول شرقی
آناپورنا اول شرقی (به لاتین: Annapurna I East) یک قله در نپال است که در Gandaki Zone واقع شده‌است.